# Arróniz
Arróniz là một đô thị trong tỉnh và cộng đồng tự trị Navarre, Tây Ban Nha. Đô thị này có diện tích là 55,19 ki-lô-mét vuông, dân số năm 2007 là 1135 người.
Đô thị nằm ở độ cao 560 m trên mực nước biển.

## Biến động dân số
| Biến động dân số                                      | Biến động dân số | Biến động dân số | Biến động dân số | Biến động dân số | Biến động dân số | Biến động dân số | Biến động dân số | Biến động dân số | Biến động dân số | Biến động dân số |
| 1996                                                  | 1998             | 1999             | 2000             | 2001             | 2002             | 2003             | 2004             | 2005             | 2006             | 2007             |
| ----------------------------------------------------- | ---------------- | ---------------- | ---------------- | ---------------- | ---------------- | ---------------- | ---------------- | ---------------- | ---------------- | ---------------- |
| 1 212                                                 | 1 196            | 1 188            | 1 172            | 1 154            | 1 140            | 1 140            | 1 156            | 1 154            | 1 147            | 1 135            |
| Nguồn: Arróniz et instituto de estadística de navarra |                  |                  |                  |                  |                  |                  |                  |                  |                  |                  |